# Cerâmica de Boquique

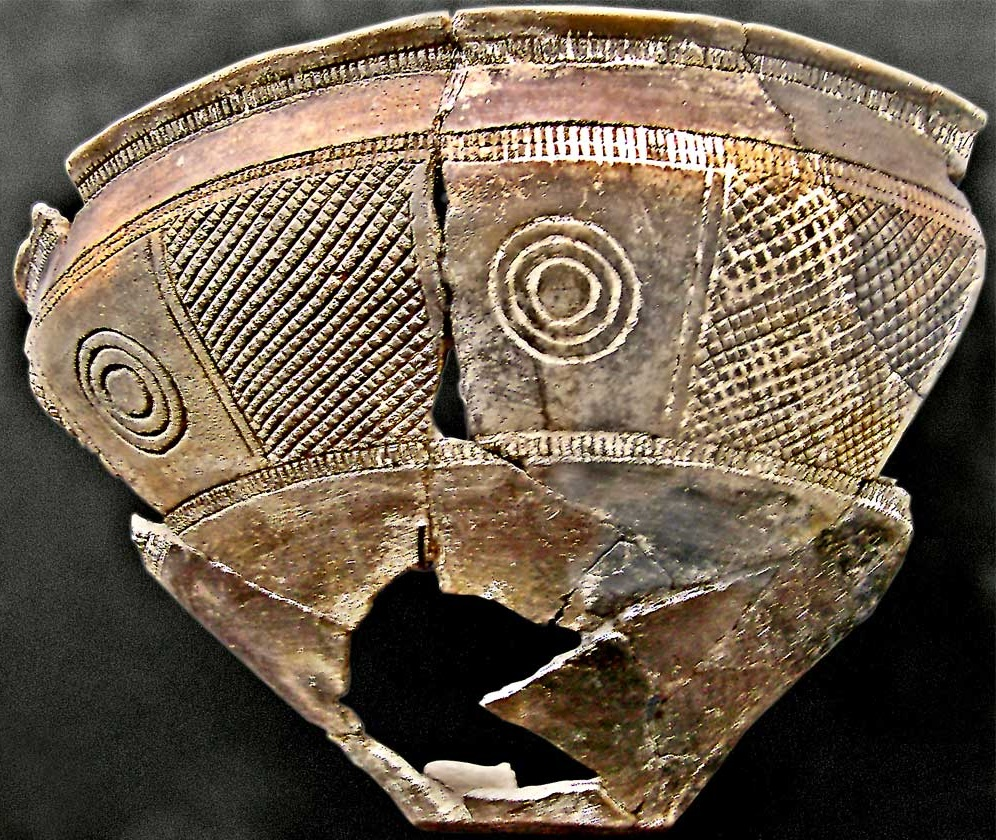
Exemplar de cerâmica de Boquique do Bronze Final (1100-) da cultura de Las Cogotas proveniente de San Román de Hornija, na província de Valhadolide. Propriedade do Museu Arqueológico de Valhadolid

No âmbito da Arqueologia, designa-se por cerâmica de Boquique[a] um tipo de cerâmica pré-histórica decorada, característico principalmente da Península Ibérica, mas que também foi encontrado nas Ilhas Baleares e em algumas estações arqueológicas da Europa Central. A decoração era produzida criando pequenos traços sucessivos ao longo de uma linha incisiva contínua, usando um punção ou serra dentada.
A cerâmica de Boquique é uma característica marcante da cultura de Las Cogotas I, o qual é usado para um conjunto de comunidades existentes na meseta central ibérica durante o Bronze Final. No entanto, encontra-se em fases muito díspares, desde o Neolítico até à Idade do Ferro, passando pela Idade do Bronze. É um tipo de cerâmica que caracteriza a maior parte das estações arqueológicas neolíticas da zona centro-ocidental da Península Ibérica, tanto no Alentejo como na Estremadura.
O nome de Boquique é proveniente do local onde se realizaram as primeiras descobertas, a Gruta de Boquique, situada a 2 km a noroeste da cidade de Plasencia. As primeiras publicações científicas sobre essas descobertas, surgem na obra de 1873 "Historia de los tramontanos celtiberos", da autoria de Vicente Paredes Guillén, embora a fama da cerâmica dessa gruta se deva principalmente a uma publicação de 1915 da autoria de Pere Bosch i Gimpera.